# Петрищев, Алексей Георгиевич
Алексей Георгиевич Петрищев (2 апреля 1924 года, рабочий посёлок Новые Кайдаки, ныне в составе Днепропетровска — 30 августа 1986 года, Москва) — советский государственный деятель. Герой Социалистического Труда. Лауреат Государственной премии СССР.

## Биография

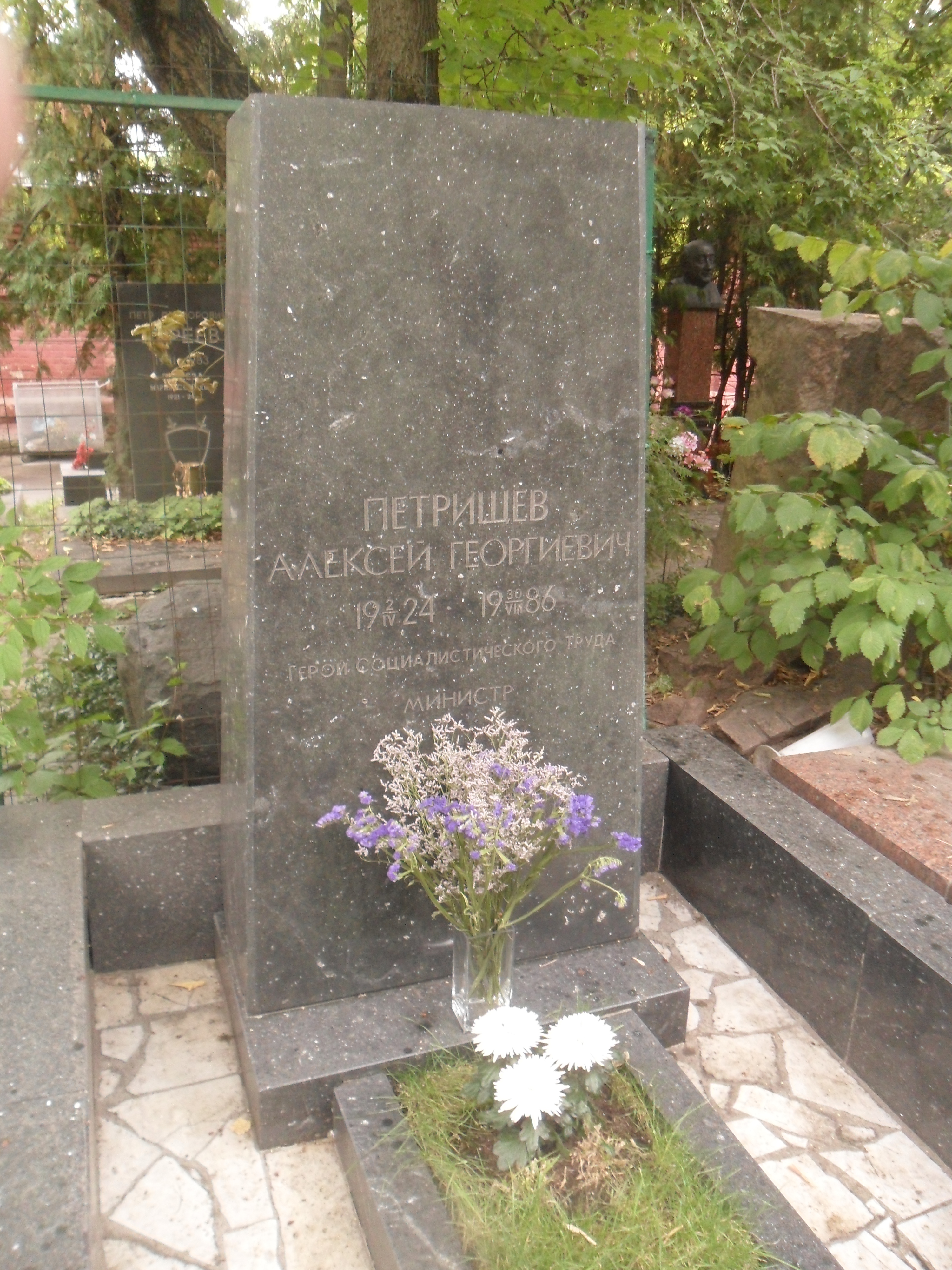
Могила Петрищева на Новодевичьем кладбище Москвы.

Алексей Георгиевич Петрищев родился 2 апреля 1924 года в рабочем посёлке Новые Кайдаки, ныне в составе Днепропетровска в семье рабочего.
К началу Великой Отечественной войны Петрищев закончил девять классов. В ходе оккупации Днепропетровска работал разнорабочим на одном из заводов города.
В 1949 году закончил Днепропетровский химико-технологический институт, после окончания которого был направлен на Чернореченский химический комбинат имени М. И. Калинина (Дзержинск, Горьковская область), где до 1956 года работал мастером, старшим мастером, заместителем начальника механического цеха, механиком цеха аммиака, заместителем главного механика, главным механиком.
С 1956 по 1958 год Александр Георгиевич Петрищев находился в командировке в КНР, где работал главным механиком по наладке оборудования на Гиринском химзаводе, сооружаемом при помощи СССР, однако с обострением отношений между СССР и КНР Петрищев вернулся на комбинат, где с 1959 по 1962 год работал секретарём парткома, а с 1962 по 1970 год — директором. За время работы Петрищева на посту директора комбинат был перестроен, была организована собственная стройбаза. Также было уделено внимание на жилищное строительство, была ликвидирована нужда в детских дошкольных учреждениях, в городе были построены дворец «Корунд» и профилакторий «Голубая Ока», а также были переселены жители промышленного Калининского посёлка из бараков в квартиры.
С ноября 1970 года работал начальником Главного управления (Всесоюзного объединения) азотной промышленности Министерства химической промышленности СССР.
Указом Президиума Верховного Совета СССР от 20 апреля 1971 года Алексею Георгиевичу Петрищеву было присвоено звание Героя Социалистического Труда с вручением ордена Ленина и медали «Серп и Молот».
С 1977 по 1980 год работал заместителем председателя Госснаба СССР, а с 5 ноября 1980 по 30 августа 1986 года — министром по производству минеральных удобрений СССР.
Жил в Москве. Алексей Георгиевич Петрищев умер 30 августа 1986 года. Похоронен на Новодевичьем кладбище в Москве.
С 1981 по 1986 годы — кандидат в члены ЦК КПСС. Депутат Совета Союза Верховного Совета СССР 7-го, 8-го, 10-го и 11-го созывов (1966-1974 и 1979-1989) от Грузинской ССР. Делегат XXIII и XXVII съездов КПСС.

## Память
В Дзержинске в честь Петрищева названа улица; на доме, в котором он жил, установлена мемориальная доска.

## Награды и почётные звания
- Медаль «Серп и Молот»;
- Три ордена Ленина;
- Орден Октябрьской Революции;
- Медали;
- Государственная премия СССР (1971 год);
- Почётный химик СССР;
- Почётный гражданин города Дзержинска (1984 год).